# 舰船知识
《舰船知识》是中国大陆报道世界和中国舰船方面最具权威、发行量最大的舰船科普杂志。
杂志於1979年创刊，由徐向前题名，中国造船工程学会创办，主要介绍各国舰船科学技术、海洋资源、海军武器装备、海战历史、民用船只知识等内容。杂志在中国海军界、造船界、航运界、相关配套设备厂商、科研院所、大专院校以及广大舰船爱好者中影响深远。
該刊與《兵器知識》、《航空知識》曾被並列為三大軍事雜誌之一。